# Liste der Hochhäuser in Leipzig
Diese Liste der Hochhäuser in Leipzig führt Wohn-, Geschäfts- und Bürogebäude (also keine Sende- oder Kirchtürme) der sächsischen Stadt Leipzig auf, die die Höhe von 36 Metern ohne Aufbauten erreichen und überschreiten. Mit dem Krochhochhaus, dem Europahaus am Augustusplatz und dem Ringcity-Konzept gehörte Leipzig zu den ersten Hochhausstädten Deutschlands.

## Ausgeführte Bauten
| Nr.    | Bild           | Gebäude                                                               | Lage | Nutzung                                         | Eröffnet  | m     | Etagen | Architekt(en)                                                         |
| ------ | -------------- | --------------------------------------------------------------------- | --- | ----------------------------------------------- | --------- | ----- | ------ | --------------------------------------------------------------------- |
| 1.     | weitere Bilder | City-Hochhaus Leipzig höchstes Gebäude Deutschlands von 1972 bis 1973 | Augustusplatz, Stadtbezirk Mitte (Leipzig) | Büros, Restaurant, Aussichtsplattform           | 1972      | 142,5 | 36     | Hermann Henselmann                                                    |
| 2.     | weitere Bilder | Hotel The Westin Leipzig                                              | Zentrum Nord | Hotel                                           | 1981      | 96    | 27     | Kajima architects, Tokio                                              |
| 3.     | weitere Bilder | Wintergartenhochhaus                                                  | am Hauptbahnhof | Wohnungen                                       | 1972      | 95,5  | 31     | Kollektiv unter Leitung von Frieder Gebhardt                          |
| 4.     | weitere Bilder | MDR-Hochhaus                                                          | Südvorstadt | Mitteldeutscher Rundfunk                        | 2000      | 65    | 13     | Architektengruppe Gondesen Plachnow Staack (GPS) mit Struhk & Partner |
| 5.     | weitere Bilder | Hochhaus Löhrs Carré                                                  | Nordvorstadt | Büros                                           | 1997      | 65    | 17     | Wörle-Siebig Planungsgesellschaft, München                            |
| 6.     |                | Center Torgauer Platz                                                 | Volkmarsdorf | Büros                                           | 1995      | 63    | 12     | HPP Architekten mit Gerd Heise                                        |
| 7.     | weitere Bilder | Europahaus                                                            | Augustusplatz | Büros                                           | 1929      | 56    | 13     | Otto Paul Burghardt                                                   |
| 8.     |                | Magazinturm der Deutschen Bücherei                                    | Zentrum Süd-Ost | Büchermagazin                                   | 1982      | 55    | 18     | Dieter Seidlitz, Dresden                                              |
| 9.–35. | weitere Bilder | weiterhin 27 Punkthochhäuser der Wohnungsbauserie PH 16               | Leipzig-Grünau (5 von ursprünglich 19 erhalten), Leipzig-Schönefeld (5 von ursprünglich 8 erhalten), Leipzig-Mockau (4 von ursprünglich 7 erhalten), Musikviertel (alle 3 erhalten), Leipzig-Marienbrunn (beide erhalten), Straße des 18. Oktober (alle 8 erhalten) | Wohnungen                                       | 1974–1988 | 50,5  | 16     | Projektierung des Wohnungsbaukombinats Erfurt                         |
| 36.    | weitere Bilder | Krochhochhaus, erstes Hochhaus Leipzigs                               | Augustusplatz/Goethestraße 2 | Ägyptisches Museum, Institute                   | 1928      | 43,2  | 12     | German Bestelmeyer                                                    |
| 37.    |                | Lipsia-Turm                                                           | Leipzig-Grünau, Miltitzer Allee 32 | Wohnen                                          | 2020      | 42    | 13     | Fuchshuber & Partner                                                  |
| 38.    |                | Ehemaliger Kolonnenturm                                               | Wissenschaftspark Leipzig, Permoserstraße 15 | Gästewohnungen (ehemals Isotopen-Trennkolonnen) | 1966      | 40    | 11     | Schneider und Mothes                                                  |
| 39.    |                | Brühlpelz-Hochhaus                                                    | Leipzig-Zentrum, Brühl | Hotel                                           | 1966      | 40    | 11     |                                                                       |
| 40.    |                | Trias-Hochhaus                                                        | Leipzig-Zentrum, Martin-Luther-Ring 12 | Büro                                            | 2014      | 39    | 11     |                                                                       |
| 41.    |                | UFZ-Hochhaus                                                          | Wissenschaftspark Leipzig, Torgauer Straße | Büro                                            | 2022      | 38    | 10     |                                                                       |
| 42.    |                | Stuttgarter Allee 41                                                  | Grünau (Leipzig), Stuttgarter Allee 41 | Wohnen                                          |           |       | 13     |                                                                       |
| 43.    |                | ehem. Technisches Rathaus                                             | Zentrum Südost, Prager Straße 20–28 | Büro                                            |           |       | 11     |                                                                       |
| 44.    |                | Hochhaus Scharnhorststraße                                            | Südvorstadt (Leipzig), Karl-Liebknecht-Str. 109, Scharnhorststr. 17–19 | Wohnen                                          | 1964      |       | 11     |                                                                       |
| 45.    |                | Ringbebauung (Leipzig)                                                | Roßplatz, Stadtbezirk Mitte (Leipzig) | Veranstaltungen, Tanz- und Ballsäle             | 1956      |       | 10     |                                                                       |
| 46.    |                | Listbogen                                                             | Zentrum-Ost, Friedrich-List-Platz | Büro                                            | 1996      |       | 10     |                                                                       |
| 47.    |                | Hochhaus Arthur-Hoffmann-Straße                                       | Südvorstadt (Leipzig), Arthur-Hoffmann-Straße 111 | Wohnen                                          | 1960      |       | 9      |                                                                       |

## Geplante oder in Bau befindliche Hochhäuser in Leipzig
Aufgrund des konstant starken Wachstums der Stadt Leipzig rückt nach vielen Jahren der Stagnation und des Rückbaus auch der Neubau von Hochhäusern wieder in den Blick. Die Neubebauung des Wilhelm-Leuschner-Platzes soll an ihrer nordöstlichen Ecke zum Roßplatz ein Hochhaus bekommen, was nach aktuell geplanter Festlegung 55,5 m hoch werden soll. Das Gelände des ehemaligen Eutritzscher Freiladebahnhofs nördlich des Leipziger Hauptbahnhofes soll auf einer Fläche von 25 Hektar neu bebaut werden. Entstehen sollen unter an anderem 3.700 Wohnungen sowie Gewerbe- und Büroflächen. Neben zwei 10-geschossigen Hochpunkten an den Rändern wird es in der Mitte einen Stadtpark geben, der von drei 16-geschossigen Hochhäusern eingerahmt wird.
Henn Architekten aus München gewannen 2020 den Architekturwettbewerb für zwei Hochhäuser, die zwischen dem Westin-Hotel und dem Partheufer mit 17 Geschossen (ca. 65 m) und 13 Geschossen (ca. 50 m) gebaut werden sollen.
2022 wird bekannt, dass im Bereich der Berliner Brücke ein Wohnkomplex, das Mockauer Tor, entstehen soll. Selbst ein schlankes Hochhaus mit bis zu 60 Metern Höhe wäre möglich – aber dafür gibt es noch keinen Investor.
Westlich des Hauptbahnhofs zwischen Kurt-Schumacher-Straße und Berliner Straße entsteht das neue Löwitz Quartier mit Miet- und Eigentumswohnungen, Hotel, Büro, Gastronomie und Einzelhandel sowie Gymnasium und Kindergarten. Dasweiteren ist im nördlichen Teil des Quartiers (Baufeld 9) ein Bürohochhaus mit 60 Metern geplant.
Das „Hochhaus Semmelweisstraße“ von KLM-Architekten ist ein neu geplantes 18-geschossiges Wohngebäude auf dem ehemaligen Gelände eines Rechenzentrums an der Straße des 18. Oktober. Der Baubeginn ist für Ende 2023 geplant.
Für begrenzte Zeit werden Holzhochhausprojekte vom Freistaat Sachsen in ihrer Entwicklung unter dem Stichwort „Experimentalbau“ gefördert. In diesem Zusammenhang soll Sachsens erstes Holzhochhaus in Leipzig Paunsdorf an der Heiterblickallee entstehen. Bauherr ist die Wohnungsbaugenossenschaft Kontakt.
Die Hochhausbebauung am Goerdelerring wird dagegen noch etwas auf sich warten lassen. Die Stadt Leipzig hat sich als Ziel gesetzt, den Verlauf der Öffnung des Pleißemühlgrabens im Bereich der Feuerwache (früher Hauptfeuerwache) festzulegen. Erst danach wird feststehen, ob das Hochhaus neben oder über dem freigelegten Mühlgraben entsteht, was auf die Planung und Architektur des Gebäudes erheblichen Einfluss haben wird.
| Gebäudeprojekt                 | Lage | geplante Nutzung, Bemerkungen | Baubeginn | Geplante Fertigstellung | Höhe in Metern          |
| ------------------------------ | --- | ----------------------------- | --- | ----------------------- | ----------------------- |
| Hochhaus am Goerdelerring      | Eckgrundstück zwischen Goerdelerring und Ranstädter Steinweg                                                 | Hotel oder Büro               | unbekannt | unbekannt               | 100 (ca.)               |
| Hochhäuser Partheufer          | Grundstück zwischen Westin Hotel und Parthe                                                                  | Büro                          | nach 2022 | unbekannt               | 65 & 50                 |
| Hochhaus Semmelweisstraße      | Grundstück gegenüber der Nationalbibliothek.                                                                 | Wohnen                        | Ende 2023, Bauvorbereitungen 2022 (Abriss des ehemaligen Rechenzentrums der Sparkasse)                       | unbekannt               | über 60 m bei 18 Etagen |
| Bürohochhaus BF 9              | Teil des Löwitz Quartiers                                                                                    | Büro                          | unbekannt | unbekannt               | bis zu 60 m             |
| Drei Hochhäuser in Leipzig 416 | Zentraler Platz im neuen Stadtviertel auf dem ehemaligen Eutritzscher Freiladebahnhof                        | Überwiegend Wohnen            | Masterplan wurde im Februar 2019 im Entwurf bestätigt, zeitnaher Baubeginn angestrebt                        | unbekannt               | jeweils 16 Etagen       |
| Mockauer Tor                   | nordöstlich der Berliner Brücke                                                                              | Wohnen                        | unbekannt | unbekannt               | bis zu 60 m             |
| Hochhaus Roßplatz              | Eckgrundstück zwischen Roßplatz und Grünewaldstraße, nördlichster Teil der geplanten Leuschnerplatz-Bebauung | Büro und Wohnen               | Architektenwettbewerb soll 2023 stattfinden                                                                  | unbekannt               | 56 m                    |
| Hochhaus Am alten Zoll         | Entwicklungsgebiet Hauptbahnhof West                                                                         | Wohnen oder Gewerbe           | die Bauarbeiten für das neue „Quartier Löwitz“ haben 2021 begonnen, das Hochhaus ist Teil dieser Baumaßnahme | unbekannt               | 40 – 50 m               |
| Holzhochhaus                   | Leipzig-Paunsdorf, Heiterblickallee                                                                          | Wohnen                        | Aufstellung Bebauungsplan 2023                                                                               | unbekannt               | unbekannt               |